# Центральный музей почвоведения имени В. В. Докучаева
Центра́льный музе́й почвове́дения имени В. В. Докуча́ева (официальное название ФГБНУ «Центральный музей почвоведения им. В. В. Докучаева») — первое почвенное научное учреждение и музей (1904).

## Описание музея
Музей хранит богатейшую коллекцию почвенных монолитов, начиная с 1902 года. В ней отражено многообразие почв на планете, показаны закономерности их распространения.
В коллекции хранятся почвы от Арктики до Новой Зеландии. Ежегодно сотрудники Музея выезжают в экспедиции для пополнения коллекции и сбора научного материала. Музей является научно-исследовательским и научно-просветительским учреждением, в соответствии с замыслом В. В. Докучаева.
День свободного посещения Музея (без экспозиции «Подземное царство») — последний вторник месяца.

## История

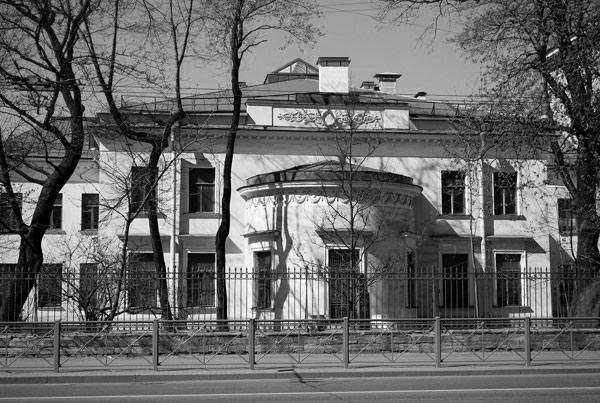
Здание педологического музея в 1902—1912 гг., Санкт-Петербург, Забайкальский (Московский) пр., д.33

Официальные названия музея по году образования:
- 1904 — Педологический музей им. В. В. Докучаева Императорского Вольного Экономического Общества
- 1912 — Почвенный музей Докучаевского почвенного комитета
- 1925 — Музей Почвенного института им. В. В. Докучаева
- 1946 — Центральный музей почвоведения им. В. В. Докучаева АН СССР
- 1961 — Центральный музей почвоведения им. В. В. Докучаева ВАСХНИЛ (РАСХН)
- 2014 — Центральный музей почвоведения имени В. В. Докучаева

### Основание музея

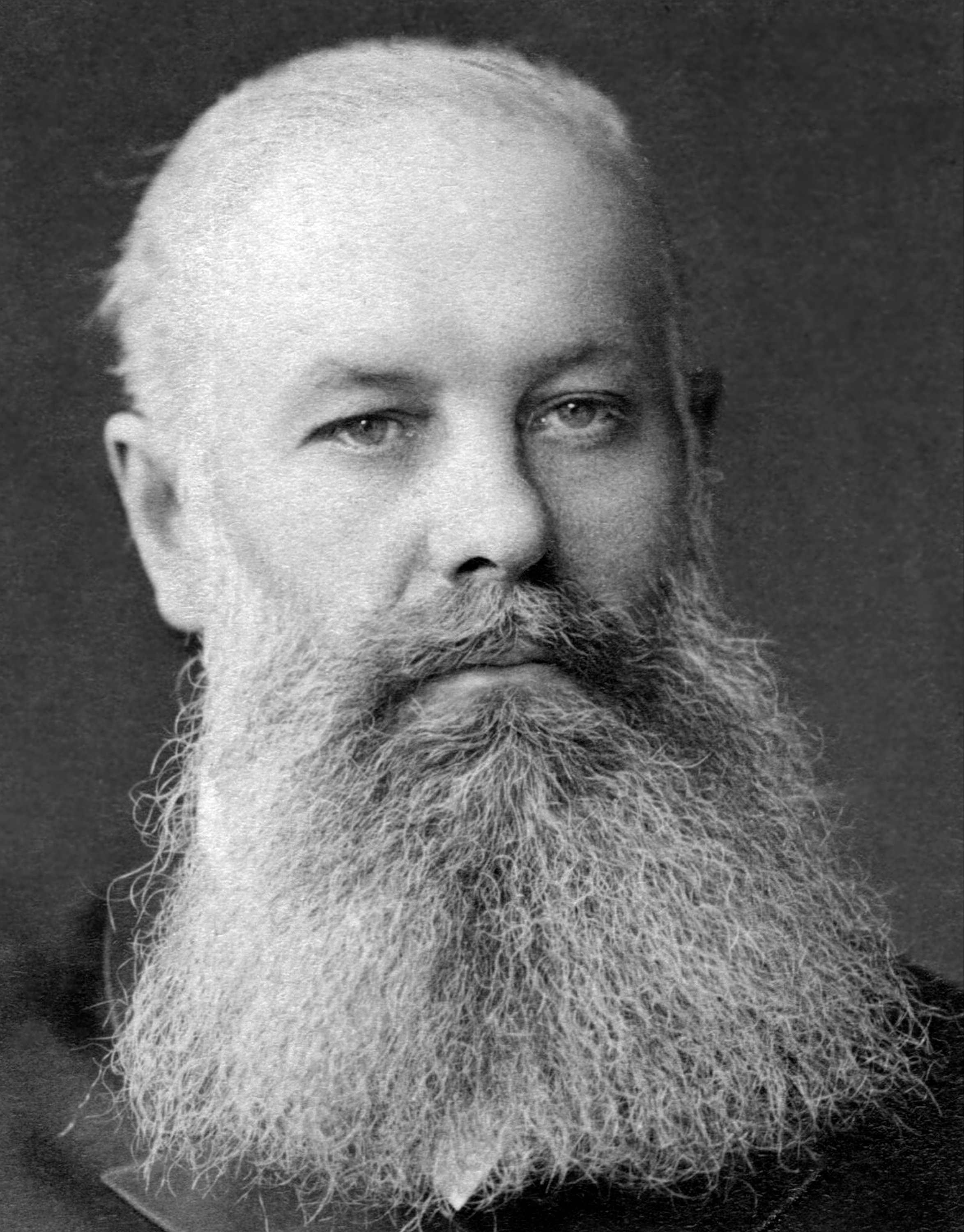
В. В. Докучаев — инициатор Музея почвоведения

…в мире царствует…не один закон великого Дарвина, закон борьбы за существование, но действует и другой, противоположный, закон любви, содружества, самопомощи…
— В. В. Докучаев, 1899.
- 1879 — Первое упоминание о необходимости создания музея почвоведения в России. Об этом пишет В. В. Докучаев в своей объяснительной записке к карте В. И. Чаславского: «Действительно, не странно ли, мы имеем всевозможные музеумы, тратим на них массу сил и средств, но у нас до сих пор нет хоть сколько-нибудь полного собрания почв». По мысли Докучаева, почвенный музей должен был быть научно-исследовательским учреждением: снаряжать экспедиции, исследовать собранный материал, составлять карты — сначала районов, областей, а затем и всей Европейской России[4].

В этом же году проходит VI съезд русских естествоиспытателей и врачей. В поисках поддержки научной общественности В. В. Докучаев излагает свои мысли перед делегатами съезда. Он добивается постановления о ходатайстве от имени съезда перед министром государственных имуществ «…об основании в Петербурге почвенного музея ввиду его полезности».
- 1880 — В. В. Докучаев выступает с проектом создания почвенного музея перед Общим собранием Императорского Вольного экономического общества (ВЭО). Проект встретил возражения, главными из которых были необоснованность учреждения почвенного музея именно в Петербурге, вдали от производящих хлеб областей страны, и отсутствие подобных музеев за границей. Ввиду разногласий проект был передан в специально созданную Почвенную комиссию.
- 1882 — На общем собрании ВЭО члены Комиссии предложили создать почвенное отделение при Сельскохозяйственном музее в Петербурге. Общее собрание ВЭО отвергает проект и возвращает для дальнейшего рассмотрения.
- 1886 — Проект об организации почвенного музея по инициативе В. В. Докучаева рассматривается Геологическим комитетом и получает полное одобрение. Директором Геологического комитета на тот момент был А. П. Карпинский.
- 1890 — Проходит общее собрание ВЭО, посвящённое 125-летию общества. На нём принимается постановление об организации почвенного музея при Вольном экономическом обществе с ассигнованием на это 1000 рублей. Такое же постановление было повторно вынесено в 1891 году.
- 1902 — Общее собрание ВЭО. В. В. Докучаев в заседании участия не принимает по причине тяжёлой болезни. На собрании выступает секретарь Почвенной комиссии ВЭО Отоцкий Павел Владимирович, ученик и ближайший сотрудник В. В. Докучаева.

П. В. Отоцкий просит собрание реализовать, наконец, постановление об организации при ВЭО почвенного музея, принятое ещё в 1890 г., и предлагает передать Обществу все коллекции В. В. Докучаева, собранные более чем за 20 лет. Просьба Отоцкого была принята с полным единодушием и сразу же получила материальное подтверждение:
1. помещение в особом флигеле здания ВЭО (современный адрес: 4-я Красноармейская ул., д.1 или Московский проспект, д. 33);
2. средства на перестройку помещения в размере 3000 руб.;
3. средства на музейное оборудование в размере 2000 руб.

### Педологический музей
В 1904 году состоялось официальное открытие Педологического музея, о чём было сообщено в журнале «Почвоведение», а также разосланы извещения в разные ведомства и прессу. Первым заведующим Музеем стал П. В. Отоцкий.

4 апреля 1902 года при ВЭО учреждён педологический музей имени профессора В. В. Докучаева. 19 ноября (6 ноября) состоялось официальное открытие Музея как первого почвенного учреждения, созданного под эгидой Вольного экономического общества.
1912 — Учреждён на правах добровольного общества Докучаевский почвенный комитет (ДПК). В помещениях ДПК размещается Азиатский почвенный музей, располагающий коллекциями, собранными экспедициями Переселенческого управления. Педологический музей с лабораториями и всеми коллекциями переходит в ведение ДПК. Музей пеезжает в арендованный Докучаевским комитетом особняк (Васильевский остров, 12 линия д. 33). В этом здании Музей находился с 1912 по 1925 гг. Заведующим музеем становится А. М. Панков.
С 1913 года хранителем коллекции Педологического музея Докучаевского почвенного комитета была Вера Александровна Бальц.
1918 — Докучаевский почвенный комитет прекратил работу. Музейные коллекции складируются в подвальном помещении здания ДПК. Музей остаётся на консервации до 1925 года.
1924 — Катастрофическое наводнение в Ленинграде. Погибла или была значительно повреждена треть всех почвенных коллекций, хранившихся в подвале.

### Музей Почвенного института
- 1925 — Организация Почвенного института, директором которого становится Ф. Ю. Левинсон-Лессинг, ученик В. В. Докучаева. Институт разместился по адресу В. О., ул. Тифлисская д. 1. Все почвенные коллекции были разобраны и перевезены в новое помещение, где в этом же году была развёрнута экспозиция. Почвенный музей стал называться Музеем Почвенного института.
- 1930 — Почвенный институт и музей принимают участников 2-го Международного конгресса почвоведов.

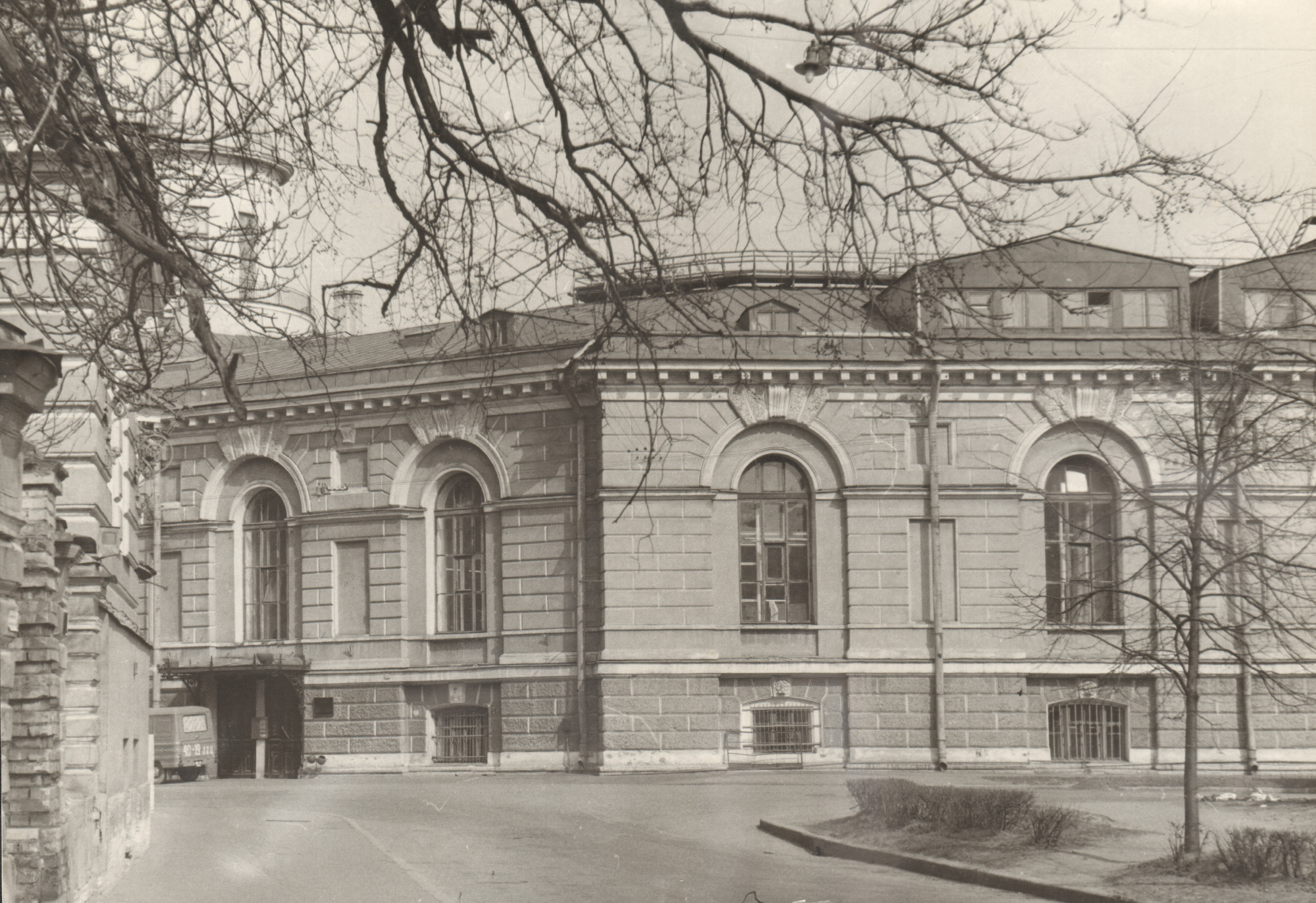
Старое здание музея почвоведения на Тифлисской улице, Ленинград, 1930-е гг.

- 1934 — Почвенный институт переводят в Москву. Музей остаётся в Ленинграде и получает небольшое помещение по адресу — наб. Макарова д.2 (небольшая часть Геологического музея). Часть экспонатов Музей был вынужден передать кафедрам почвоведения ЛГУ.
- 1935 — В ноябре Музей вновь открылся для посетителей, показы можно было проводить только с небольшим количеством экскурсантов. Штат составлял всего 2-5 человек. Тем не менее посещение Музея и практические занятия в нём были включены в программы многих высших и средних учебных заведений Ленинграда как обязательные.

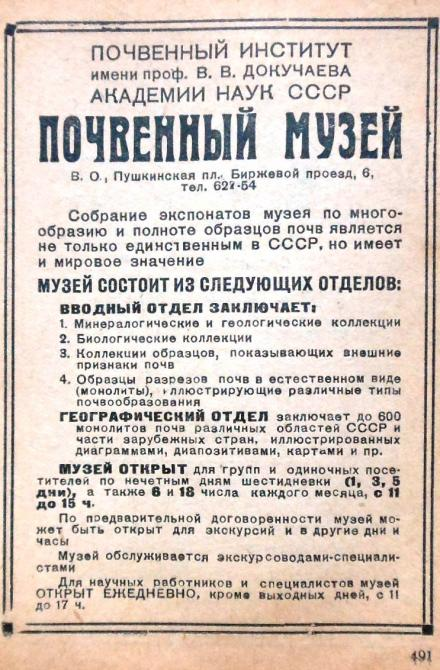
Реклама Почвенного музея в путеводителе по Ленинграду, 1940 год.

- 1941 — С началом войны заведующий музеем Г. Н. Боч приступает к разбору экспозиции и упаковке наиболее хрупких экспонатов. Стремясь защитить Музей от обстрелов, Геннадий Николаевич лично, с помощью одного только пожилого швейцара, закрывает огромные окна Музея снаружи щитами.
- 1942 — Г. Н. Боч умирает от голода в начале года. Сбережение коллекции поручают старшему научному сотруднику Почвенного института З. Ю. Шокальской. Благодаря её мужеству и самоотверженности все коллекции Музея были полностью сохранены.
- 1945 — Почвенный институт командирует в Ленинград профессора А. А. Завалишина, который вместе с З. Ю. Шокальской восстанавливает экспозицию Музея. Техническую помощь осуществляла одна лишь уборщица М. Глазатова. Экспозиция была восстановлена к 220-летнему юбилею АН СССР в июне 1945 года.

### Центральный музей почвоведения
- 1946 — В связи со 100-летием со дня рождения В. В. Докучаева Совет Народных Комиссаров СССР издал постановление от 6 марта 1946 г. № 516 "Реорганизовать музей Почвенного института в Центральный музей почвоведения имени В. В. Докучаева АН СССР (ЦМП им. В. В. Докучаева). Таким образом музей был выделен из состава Почвенного института в самостоятельное учреждение Академии наук СССР под нынешним названием.
- 1947 — Фактическое начало работы Музея. У него появился собственный расчётный счёт и штатное расписание в 10 единиц, в число которых входило шесть научных сотрудников.
- 1948—1949 — Музей принимает активное участие в почвенных исследованиях различных районов СССР и пополняет свою коллекцию монолитов.
- 1950 — Музей получает дополнительную площадь по адресу В. О., Биржевой проезд д. 6 (560 м², в том числе 300 м² выставочных площадей). Организована почвенно-аналитическая лаборатория. Почвоведение, бывшее в цикле геолого-минералогических наук, переводится в цикл биологических наук. В связи с этим событием, а также бурным развитием сельского хозяйства страны Музей коренным образом реорганизует экспозицию.
- 1951—1954 — Помимо текущей работы Музей организует экспедиции по отбору монолитов в Воронежскую, Волгоградскую, Оренбургскую, Куйбышевскую, Саратовскую области и на Западную Украину. Создаются лаборатории биохимии и микробиологии почв.
- 1959 — Директором музея становится доктор сельскохозяйственных наук Марченко А. И.
- 1960 — Организована большая экспедиция за монолитами в Ставропольский и Краснодарский края, Северную Осетию, Армению, на черноморское побережье Кавказа.

#### Переход из АН СССР в ВАСХНИЛ
- 1961 — Умирает Зинаида Юльевна Шокальская. Музей из системы АН СССР переводят в систему ВАСХНИЛ.
- 1963 — Директором музея становится доктор сельскохозяйственных наук Зольников В. Г.
- 1969 — Директором музея становится Пестряков В. К. В шестидесятых годах коллекция Музея пополнилась монолитами из Калмыкии, Заволжья, Якутии. Было направлено 10 монолитов в дар Международному музею почвенных стандартов в Нидерланды.
- 1971 — публикация Почвенной карты Ленинградской области масштабом 1:300 000, составлявшая сотрудниками географической группы ЦМП им. В. В. Докучаева в течение 10 лет.
- 1973 — Организованы экспедиции на Украину, в Молдавию, чернозёмную полосу России, на Северный Кавказ, в Армению, Крым, Казахстан, Узбекистан, Таджикистан, Западную Сибирь.
- 1976 — Директором музея становится кандидат географических наук Апарин Б. Ф. За все эти годы коллекция монолитов Музея пополнилась множеством образцов с территории всего Советского Союза. Было защищено множество диссертаций, были написаны учебники и пособия, которыми пользуются до сих пор. Также Музей не прекращал свою просветительскую деятельность и регулярно организовывал различные выставки, обновлял экспозицию.
- 1996 — завершение капитального ремонта. Открытия новой почвенно-экологической экспозиции.

#### Переход в ФАНО
- 2014 — переход под управление Федеральное агентство научных организаций, создание ФГБНУ «Центральный музей почвоведения имени В. В. Докучаева».

## Руководство
Директора музея по году назначения:
1. 1904 — Отоцкий, Павел Владимирович
2. 1912 — Панков, Александр Метвеевич (профессор)
3. 1925 — Полынов, Борис Борисович (академик)
4. 1932 — Боч, Геннадий Николаевич (профессор)[6]
5. 1942 — Шокальская, Зинаида Юльевна (д.г.н.)
6. 1959 — Марченко, Афанасий Иванович (д.с-х.н.)
7. 1963 — Зольников, Василий Георгиевич (д.с-х.н.)
8. 1969 — Пестряков, Василий Корнеевич (к.с-х.н.)
9. 1975 — Апарин, Борис Фёдорович (д.с-х.н., профессор)
10. 2016 — Сухачёва, Елена Юрьевна (к.б.н.)

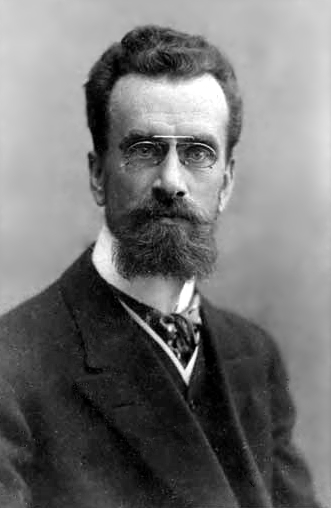
Отоцкий П. В.
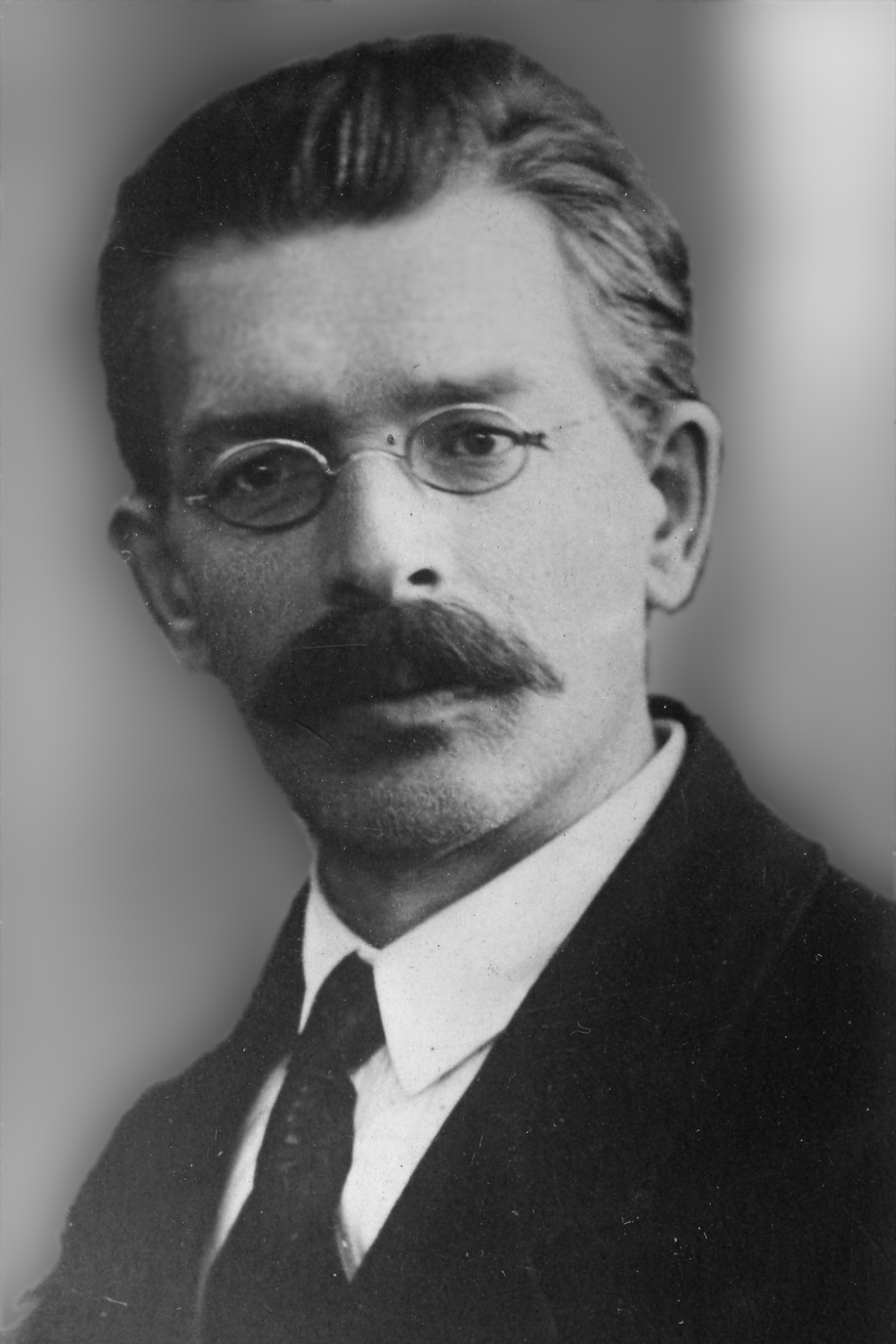
Панков А. М.
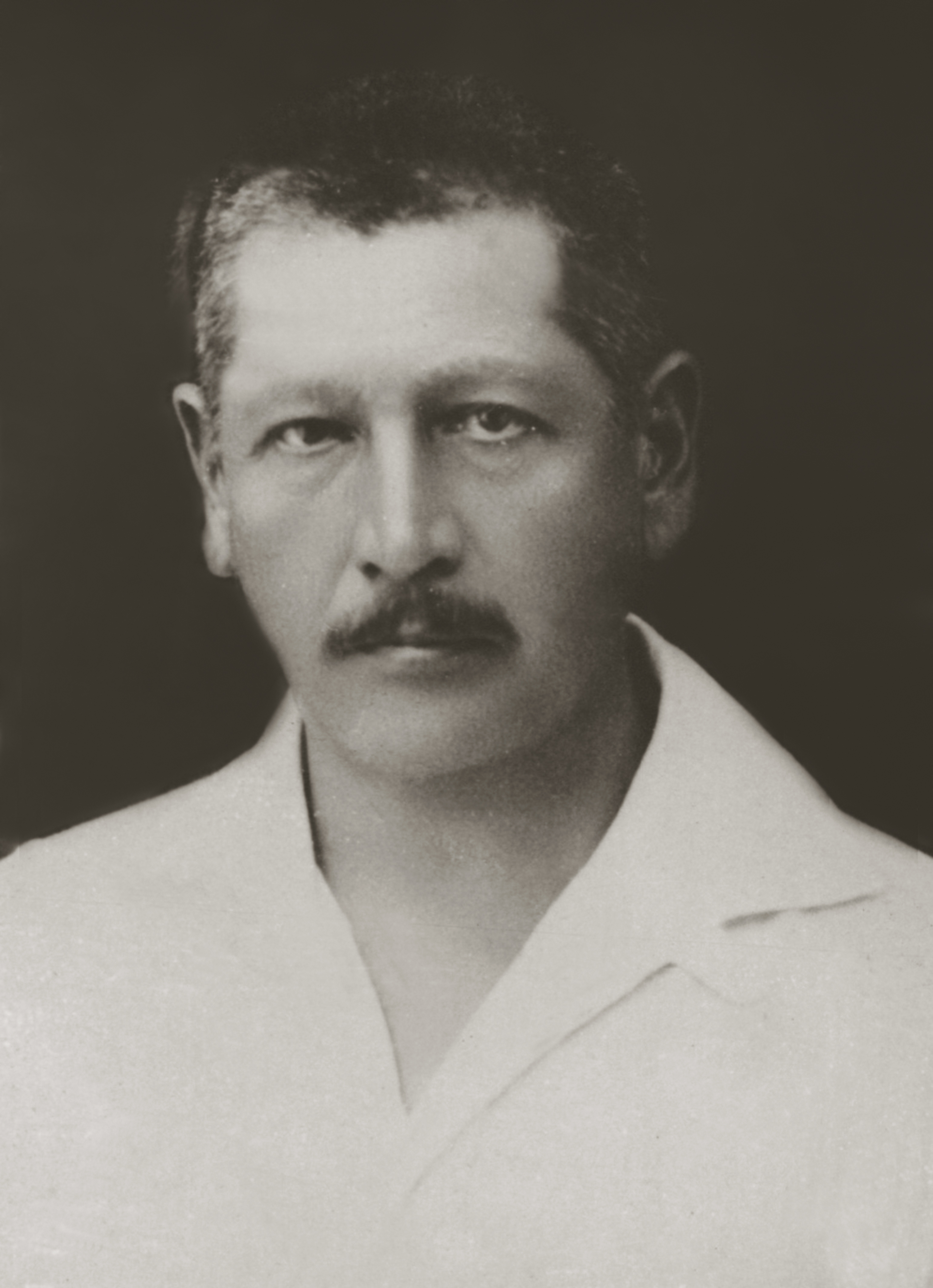
Полынов Б. Б.
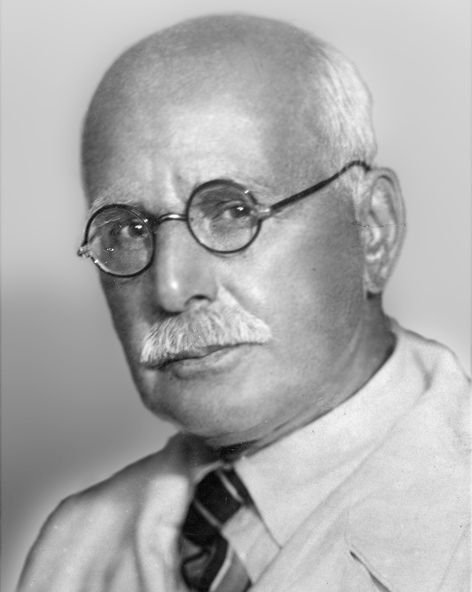
Боч. Г. Н.
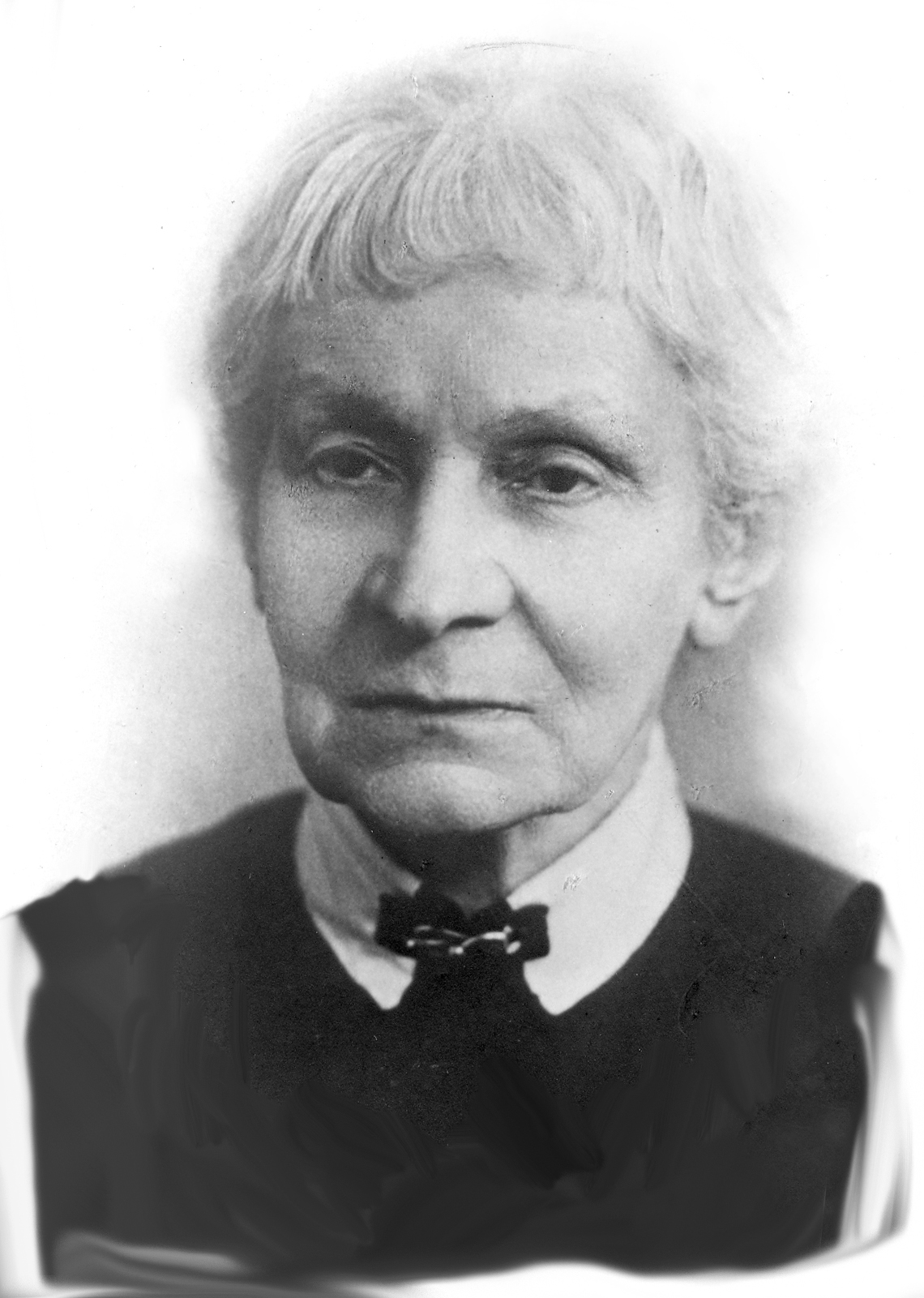
Шокальская З. Ю.
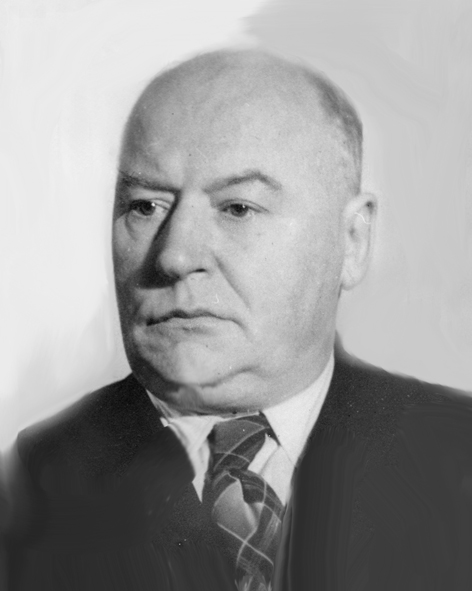
Марченко А. И.
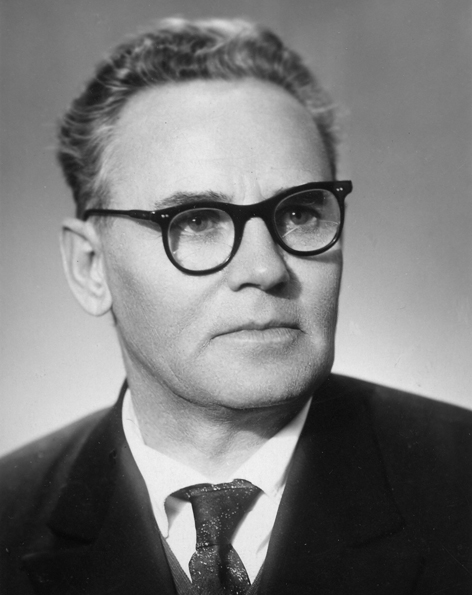
Зольников В. Г.
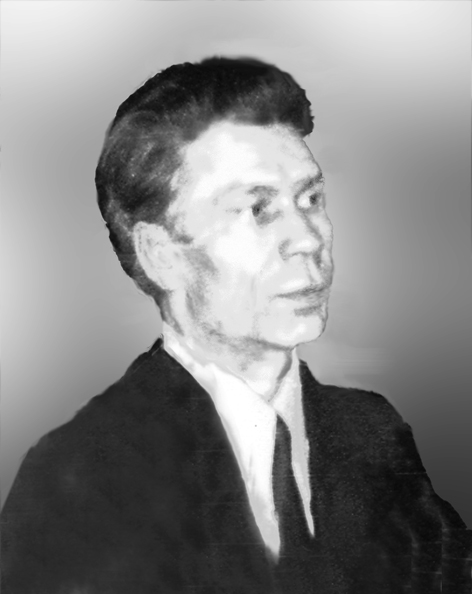
Пестряков В. К.
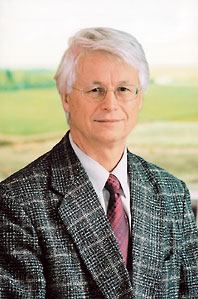
Апарин Б. Ф.
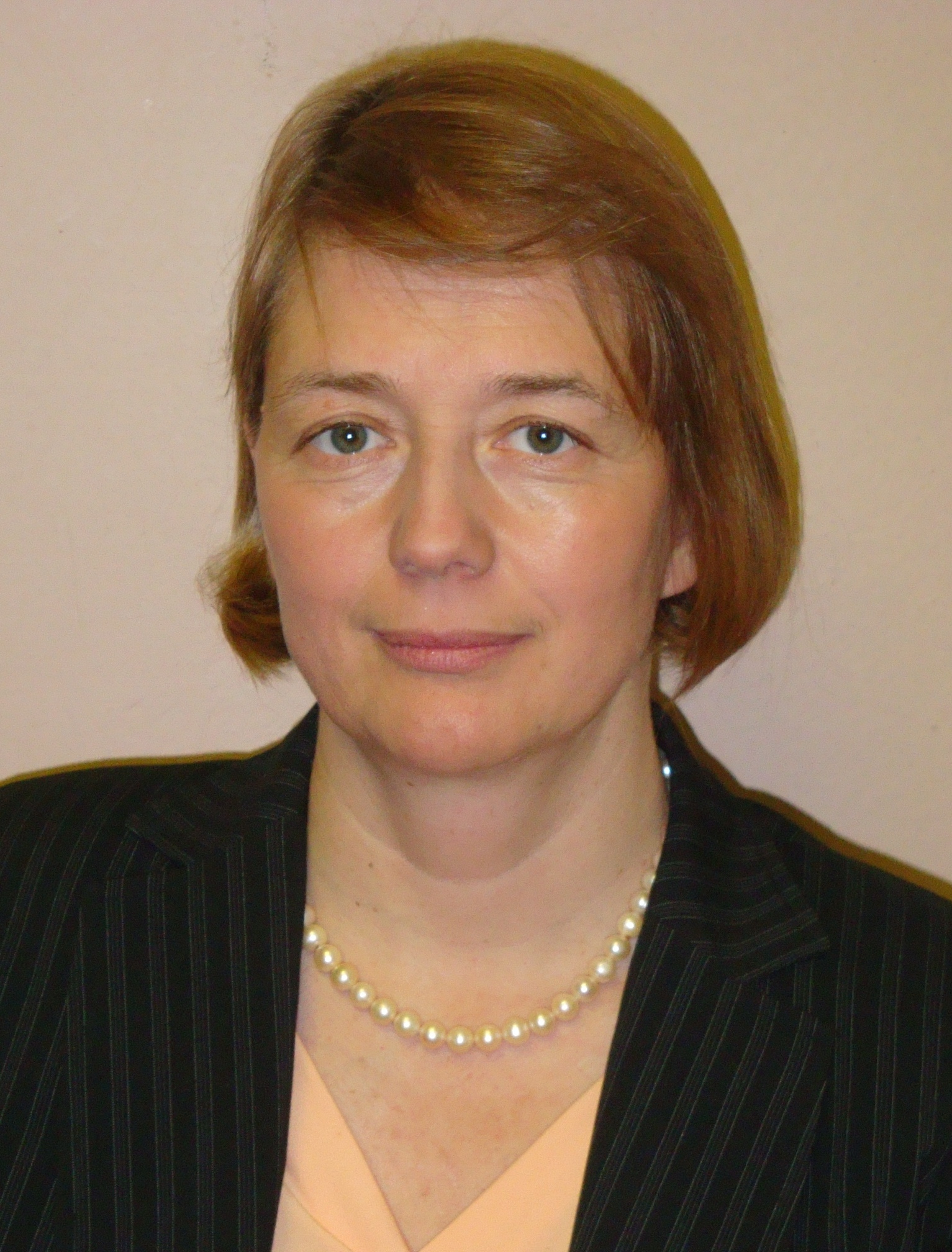
Сухачёва Е. Ю.